# بنفشه زند بونازی
بنفشه زند-بونازی (به انگلیسی: Banafsheh Zand-Bonazzi) نویسنده ایرانی، فیلم‌ساز و فعال حقوق بشر است. سیامک پورزند پیش از ازدواج با مهرانگیز کار، همسری به نام ماندانا زند کریمی داشته که بنفشه حاصل زندگی مشترک آنهاست. همسر او الیو بونازی، جامعه‌شناس ایتالیایی است.

## زندگی
بنفشه زند-بونازی در ۱۹۶۱ در تهران در خانواده‌ای روزنامه‌نگار زاده شد. او در دانشگاه آمریکایی پاریس و در IDHEC، مؤسسه مطالعات سینمایی پیشرفته تحصیل کرد. وی در ۱۹۸۲ به ایالات متحده آمریکا رفته و تحصیل خود را در دانشگاه مریلند در بالتیمور ادامه داد. در آنجا تاریخ هنر و فیلم، و زبان‌شناسی خواند. در ۱۹۹۳، به عنوان تولیدکننده فیلم‌های مستند مستقل به جهان تلویزیون بازگشت.
پدرش، سیامک پورزند در سال ۲۰۰۱ در ایران زندانی سیاسی شد. او در ۲۰۱۱ طبق آنچه زند-بونازی اعتراض به حکومت می‌دانست خودکشی کرد.
بنفشه به‌طور منظم برای مجله نشنال ریویو می‌نویسد؛ و مفسر سیاست ایران در شو جان بتچلر است. او در واشیگتن ژورنال، صدای آمریکا و تلویزیون فاکس ظاهر شده‌است.

## فعالیت
بنفشه زند بونازی عضو هیئت مشاوران انجمن بین‌المللی آزادی مطبوعات است. در سال ۲۰۰۷، او در سازماندهی اجلاس اسلام سکولار همکاری داشت، و به همراه اصلاح‌خواهان دیگر اسلام چون آیان حرصی علی، وفا سلطان و ارشاد مانجی خطابه کرد. این گروه بیانیه پیترزبورگ را صادر کرد که به دولت‌های جهان ابرام می‌کرد که با قانون شریعت، فتوا و حاکمیت دینی در همه اشکال آن مقابله کنند؛ و همچنین به مجازات مرگ برای ارتداد و توهین به مقدسات مطابق بند ۱۸ اعلامیه جهانی حقوق بشر خاتمه دهند.

## شکایت از جمهوری اسلامی ایران و سید علی خامنه ایی رهبر ایران
بنفشه پورزند و مهرانگیز کار همسر سیامک پورزند و آزاده پورزند دیگر دختر سیامک پورزند در سال ۲۰۱۹ در دادگاه فدرال حوزه واشینگتن دی سی از جمهوری اسلامی ایران و سید علی خامنه‌ای رهبر جمهوری اسلامی ایران شکایت کرده‌اند. در این شکایت مطرح شده‌است که سیامک پورزند تحت شکنجه فیزیکی و روحی شدید مجبور به اعترافات اجباری شده‌است، و شکنجه ایشان تا فوت ایشان ادامه داشته‌است. ایشان از زمان دستگیری تا فوت به عنوان یک گروگان برای تحت فشار گذاشتن مخالفان و دگراندیشان و در خارج نگه داشتن مهرانگیز کار از ایران استفاده شده‌است. خواهان پرونده ادعا کرده‌اند که سیامک پورزند به‌طور مستقیم یا غیرمستقیم و به‌صورت فراقضایی توسط مأموران جمهوری اسلامی ایران به قتل رسیده‌است.
در تاریخ ۸ مهرماه ۱۴۰۱ دادگاه فدرال طی حکمی جمهوری اسلامی را محکوم به شکنجه کردن و گروگان‌گیری سیامک پورزند کرد. طی این حکم رفتار جمهوری اسلامی ایران و مأموران امنیتی ایران در زمان دستگیری و بازجویی و اعتراف اجباری را نمونه بارز شکنجه خواند و این رفتار غیرانسانی را محکوم کرد. همچنین این حکم تأیید کرد که سیامک پورزند یک گروگان سیاسی بوده که دستگیری و شکنجه ایشان برای محدود کردن کنشگری‌های مهرانگیز کار و دیگر فعالان سیاسی بوده‌است. طی این حکم ایران محکوم به پرداخت مجموع ۳۴٬۸۰۶٬۱۲۶ دلار غرامت جبرانی و غرامت تنبیهی به شاکیان این پرونده می‌باشد. علی هریسچی در مریلند آمریکا وکیل این پرونده بوده‌است.